# Alcidion sulphurifer
Alcidion sulphurifer là một loài bọ cánh cứng trong họ Cerambycidae.